# Trifon Iwanow
Trifon Marinow Iwanow (ur. 27 lipca 1965 w Gornej Lipnicy, gmina Pawlikeni, zm. 13 lutego 2016 w Samowodene) – bułgarski piłkarz, grający na pozycji środkowego obrońcy.

## Kariera piłkarska

### Kariera klubowa
Karierę rozpoczynał w barwach Etyru Wielkie Tyrnowo, gdzie spotkał się ze swoimi przyszłymi kolegami z kadry – Krasimirem Bałykowem, Canko Cwetanowem i Ilianem Kiriakowem. Niedługo po tym jak drużyna prowadzona przez Georgiego Wasilewa zajęła trzecie miejsce w ekstraklasie w sezonie 1987–1988 odszedł do CSKA Sofia. Kilka miesięcy później zdobył z nim mistrzostwo i Puchar kraju.
Po upadku komunizmu wyjechał do Hiszpanii, jednak kariera w lidze zagranicznej zakończyła się po zaledwie pół roku. Druga – trwająca z krótkimi przerwami od jesieni 1993 do 2001 roku – wiodła od ławki rezerwowych w Betisie Sewilla i (początkowo) szwajcarskim Neuchâtel Xamax, przez duże osiągnięcia, także na arenie europejskiej z Rapidem Wiedeń, aż po zmierzch kariery w barwach austriackiego trzecioligowca.
Najbardziej udany sezon Iwanowa – 1995–1996, spędzony w Rapidzie, okraszony był udziałem w finale Pucharu Zdobywców Pucharów (przegranym 0:1 z Paris Saint-Germain) oraz tytułem mistrza Austrii. Ponadto właśnie wtedy Bułgar otrzymał tytuł najlepszego piłkarza w kraju oraz został wybrany do najlepszej jedenastki Europy za rok 1996 i jedenastki T-Mobile Bundesligi.

### Kariera reprezentacyjna
W reprezentacji Bułgarii zadebiutował w 1988 roku. Należy do najlepszego pokolenia bułgarskich piłkarzy, i z racji charakterystycznej aparycji (nazywany jest „bułgarskim wilkiem”) do jego najbardziej rozpoznawalnych przedstawicieli. Był liderem linii defensywnej przez całe lata 90., nawet wówczas, gdy nie miał miejsca w składzie drużyn klubowych. Tak było m.in. przed Mundialem 1994, na który został powołany mimo iż od prawie roku był rezerwowym najpierw w Betisie Sewilla, potem w Neuchâtel. Mimo to selekcjoner Dimityr Penew, który wiele lat wcześniej sprowadził go do CSKA Sofia, właśnie od niego w dużej mierze uzależnił koncepcję gry obronnej zespołu, który ostatecznie dotarł do półfinału turnieju.
Od 1996 roku Iwanow był kapitanem drużyny narodowej. Wystąpił z nią także na Euro 1996 (wszystkie trzy mecze w pełnym wymiarze godzin) i Mundialu 1998 (tak samo), po którym, jak wielu innych kolegów pamiętających poprzednie mistrzostwa świata, zakończył reprezentacyjną karierę.

## Sukcesy piłkarskie
- mistrzostwo Bułgarii 1990 i 1992 oraz Puchar Bułgarii 1989 z CSKA Sofia
- mistrzostwo Austrii 1996 i finał Pucharu Zdobywców Pucharów 1996 z Rapidem Wiedeń
- Piłkarz roku 1996 w Bułgarii.
- Znalazł się w najlepszej jedenastce Europy za rok 1996 oraz w jedenastce sezonu 1995–1996 w lidze austriackiej.

## Po zakończeniu kariery piłkarskiej
Inaczej niż wielu innych kolegów, nie został ani trenerem, ani działaczem piłkarskim, ale przedsiębiorcą. Był zarządcą sieci stacji benzynowych w północnej Bułgarii, prowadzonych przez austriackie przedsiębiorstwo „Avanti”, które z kolei należy do koncernu naftowego OMV.
13 lutego 2016 zmarł w Samowodene w wieku 50 lat z powodu zmasowanego ataku serca przed przybyciem lekarzy.